# Малый Атлым
Малый Атлым — село в России, находится в Октябрьском районе, Ханты-Мансийского автономного округа — Югры. Входит в состав Сельского поселения Малый Атлым.
Население на 1 января 2008 года составляло 505  человек.
Почтовый индекс — 628120, код ОКАТО — 71121916001.

## География
Село расположено на живописном правом берегу Обь: в 211 км. Ниже по течению от г. Ханты-Мансийска и 298 –ми км. Выше Березова. Располагается оно в ложбинах между четырех белых яров – гор /Катушки, Голубища, Юртошной горы и Городища/.

## Статистика населения
| Год  | Численность постоянного населения (среднегодовая) |
| ---- | ------------------------------------------------- |
| 2002 |                                                   |
| 2008 | 505                                               |
| 2010 | 452                                               |

## Климат
Климат резко континентальный, зима суровая, с сильными ветрами и метелями, продолжающаяся семь месяцев. Лето относительно тёплое, но быстротечное.

## Известные уроженцы
Соколков Константин Екимович (1923—1990) — советский деятель сельского хозяйства. Директор птицефабрики «Акашевская» Марийской АССР (1967—1987). Заслуженный зоотехник РСФСР (1980), заслуженный зоотехник Марийской АССР (1970). Кавалер ордена Ленина (1973). Участник Великой Отечественной войны.